# Victor Gnanapragasam
Victor Gnanapragasam O.M.I. (Jaffna, 21 de novembro de 1940 - 12 de dezembro de 2020) foi um clérigo católico romano do Sri Lanka e vigário apostólico de Quetta.

## Biografia
Victor Gnanapragasam, nascido em uma família tâmil, ingressou na Congregação dos Oblatos de Maria Imaculada e completou o noviciado em Kalutara em 1959. Ele estudou filosofia e teologia católica no Seminário Nossa Senhora do Sri Lanka em Kandy e emitiu a profissão perpétua em 31 de maio de 1963. Em 21 de dezembro de 1966 foi ordenado sacerdote. Do Sri Lanka, Gnanapragasam foi enviado ao Paquistão como missionário. De 1976 a 1977, trabalhou como pároco em Gojra na diocese de Faisalabad antes de concluir um curso de pastoral juvenil em Manila, Filipinas. Gnanapragasam então retornou ao Paquistão e serviu como pastor em Toba Tek Singh de 1978 a 1980. Em 1979, tornou-se pároco em Khanewal na diocese de Multan e em 1979 também foi provincial da província do Paquistão de sua comunidade religiosa. De 1982 a 1986, Gnanapragasam foi novamente pastor em Gojra e de 1987 a 1989 em Toba Tek Singh.
Em 1989, Padre Gnanapragasam foi para o Instituto Santo Anselmo na Grã-Bretanha e depois para a Pontifícia Universidade de São Tomás de Aquino em Roma para estudos posteriores em psicologia e teologia espiritual. Em 1992, ele retornou ao Paquistão e novamente se tornou pastor em Gojra. De 1993 a 1997, serviu na Casa de Formação dos Oblatos em Karachi antes de se tornar Conselheiro Provincial da Província dos Oblatos do Paquistão.
Em 9 de novembro de 2001, o Papa João Paulo II o nomeou primeiro Prefeito Apostólico de Quetta. Com a elevação a Vicariato Apostólico, o Papa Bento XVI o nomeou em 29 de abril de 2010, como Primeiro Vigário Apostólico de Quetta e Bispo Titular de Thimida. O Núncio Apostólico no Paquistão, Dom Adolfo Tito Yllana, consagrou-o bispo em 16 de julho de 2010, na Catedral de São Patrício em Karachi; os co-consagrantes foram o Arcebispo de Karachi, Evarist Pinto, e o Bispo de Hyderabad no Paquistão, Max John Rodrigues.
Ele morreu em 12 de dezembro de 2020 como resultado de um ataque cardíaco. O funeral do Bispo Gnanapragasam ocorreu na Catedral do Santo Rosário, Quetta, em 15 de dezembro, conduzido pelo Cardeal Joseph Coutts, acompanhado por todos os bispos do Paquistão. Ele foi enterrado no jardim da Catedral.